# (3581) Альварес
(3581) Альварес (лат. Alvarez) — быстро вращающийся астероид, относящийся к группе астероидов пересекающих орбиту Марса и принадлежащий к тёмному спектральному классу B. Он был обнаружен 23 апреля 1985 года американскими астрономами Кэролин Шумейкер и Юджином Шумейкером в Паломарской обсерватории и назван в честь американского физика-экспериментатора Луиса Альвареса.

Орбита астероида Альварес и его положение в Солнечной системе